# Sobkivka, Babanka
Sobkivka (în ucraineană Собківка) este o comună în raionul Babanka, regiunea Cerkasî, Ucraina, formată numai din satul de reședință.

## Demografie
Componența lingvistică a comunei Sobkivka
     Ucraineană (97,66%)
     Rusă (2,22%)
     Alte limbi (0,12%)
Conform recensământului din 2001, majoritatea populației comunei Sobkivka era vorbitoare de ucraineană (97,66%), existând în minoritate și vorbitori de rusă (2,22%).